# Aksel Lund Svindal
Aksel Lund Svindal (født 26. december 1982 i Lørenskog) er en norsk tidligere alpin skiløber, der har vundet flere OL- og VM-medaljer samt medaljer i den samlede World Cup.

## Resultater
Svindals første store internationale resultat kom ved VM i Bormio i 2005, hvor han vandt sølv i kombinationskonkurrencen, og i den samlede World Cup 2005-2006 vandt han ligeledes sølv. Han var første gang med til de olympiske vinterlege i 2006 i Torino, hvor han klarede sig bedst i Super-G med en femteplads og i storslalom med en delt sjetteplads. I 2006-2007 vandt han den samlede World Cup, ikke mindst på grund af sine stabile præstationer i storslalom og super-G. Ved VM i 2007 fik han nogle af sine største triumfer i karrieren, da han vandt to guldmedaljer i henholdsvis styrtløb og storslalom. Han vandt igen den samlede World CUP i 2008-2009, og ved VM 2009 sejrede han i superkombination, mens han vandt bronze i super-G.
OL i Vancouver 2010 blev en anden af hans store stunder, idet han først vandt sølv i styrtløb blot syv hundrededele sekund efter schweizeren Didier Défago og to hundrededele sekund foran amerikaneren Bode Miller. guld i Super-G. Nogle dage senere vandt han guld i super-G med 0,28 sekunds forspring til Bode Miller, mens amerikaneren Andrew Weibrecht vandt bronze. Endelig stillede han op i storslalom, og her lå han nummer tre efter første gennemløb. Hans andet gennemløb var sjettebedst, men konkurrenternes resultater betød, at han endte på en samlet tredjeplads og dermed vandt bronze efter schweizeren Carlo Janka på førstepladsen og Svindals landsmand Kjetil Jansrud på andenpladsen.
Ved VM i 2011 vandt Svindal igen superkombinationskonkurrencen, og i World Cup'en vandt han bronze 2011-2012 samt sølv 2012-2013. Ved VM i 2013 vandt han guld i styrtløb og bronze i super-G. Han vandt igen sølv i World Cup'en 2013-2014, mens vinter-OL 2014 i Sotji blev lidt af en skuffelse for ham, da han ikke vandt medaljer; hans bedste placering blev en fjerdeplads i styrtløb, mens han blev nummer syv i super-G og delt nummer otte i kombinationskonkurrencen. Ved disse lege var han Norges flagbærer ved åbningsceremonien.
Efter nogle knap så gode sæsoner gik det bedre i 2017-2018, hvor han vandt bronze i den samlede World Cup. Et af Svindals sidste helt store resultater kom ved vinter-OL 2018 i Pyeongchang, hvor han i styrtløbet vandt guld med et forspring på 0,12 sekund til landsmanden Kjetil Jansrud, mens schweizeren Beat Feuz blev nummer tre. Han blev ved samme lege nummer fem i super-G. Sin sidste internationale medalje vandt han ved VM i Åre, hvor han fik sølv i styrtløb.
Han indstillede sin aktive karriere efter VM 2019.